# Saundersia paniculata
Saundersia paniculata é uma espécie de planta do gênero Saundersia e da família Orchidaceae. 

## Taxonomia
A espécie foi descrita em 1941 por Alexander Curt Brade. 
O seguinte sinônimo já foi catalogado:  
- Saundersia bicallosa  Ruschi

## Forma de vida
É uma espécie epífita e herbácea. 

## Descrição
| Flor                               | Flor |
| ---------------------------------- | --- |
| labelo                             | base/paralela/a coluna/livre/séssil/pouco trilobado/com cunículo                                                               |
| distância entre lateral lobo ápice | mais curta que mediana lobo largura                                                                                            |
| lateral lobo                       | inconspícuo/longo elíptico a panduriforme/margem/inteira/perpendicular/levemente convexo/no plano do disco                     |
| lobo mediano                       | sem/istmo/distal parte/obcordiforme/ápice/emarginado/margem/inteira/plana ou levemente convexo/no plano do disco               |
| calo                               | no disco/1 longitudinal/liso/oblongo a longamente panduriforme carenal crista com 2 lado por lado longamente ovado e liso calo |

## Conservação
A espécie faz parte da Lista Vermelha das espécies ameaçadas do estado do Espírito Santo, no sudeste do Brasil. A lista foi publicada em 13 de junho de 2005 por intermédio do decreto estadual nº 1.499-R. 

## Distribuição
A espécie é encontrada nos estados brasileiros de Bahia, Espírito Santo e Rio de Janeiro. 
A espécie é encontrada no domínio fitogeográfico de Mata Atlântica, em regiões com vegetação de floresta ombrófila pluvial.